# 坦特吕
坦特吕（法語：Taintrux，法語發音：[tɛ̃tʁy] ⓘ）是法国大东部大区孚日省的一个市镇，位于该省东部，属于孚日圣迪耶区。

## 地理
坦特吕（48°14'59"N, 6°54'8"E）面积31.69 平方千米，位于法国大東部大區孚日省，该省份为法国东北部内陆省份，北起默兹省和默尔特-摩泽尔省，西接上马恩省，南至上索恩省和贝尔福地区省，东临上莱茵省和下莱茵省。
与坦特吕接壤的市镇（或旧市镇、城区）包括：孚日圣迪耶、布瓦德尚、拉乌西耶尔、莫尔塔涅、莱鲁日索、圣莱奥纳尔、默尔特河畔索尔西。

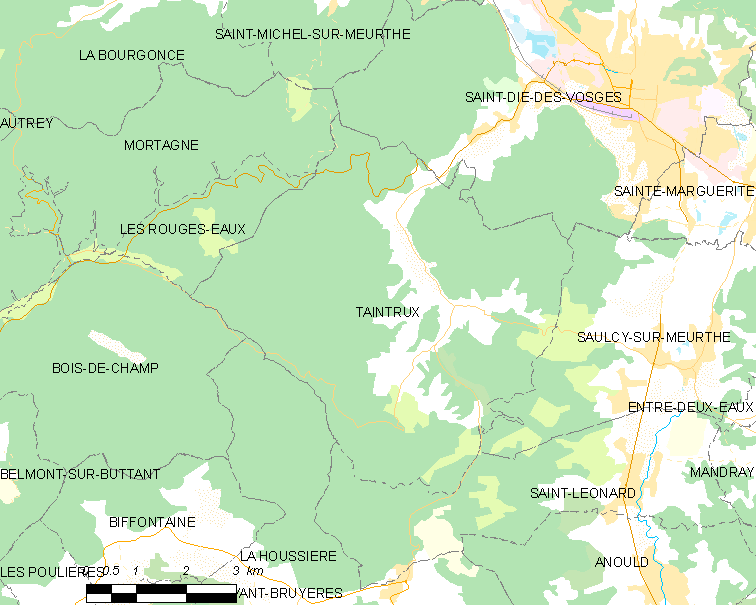
坦特吕的OSM定位图

坦特吕的时区为UTC+01:00、UTC+02:00（夏令时）。

## 行政
坦特吕的邮政编码为88100，INSEE市镇编码为88463。

## 政治
坦特吕所属的省级选区为孚日圣迪耶第一县。

## 人口

1962-2008年间坦特吕人口变化图示

坦特吕于2022年1月1日时的人口数量为1450人。